# Yoshiharu Ueno
Yoshiharu Ueno (上野 良治 Ueno Yoshiharu?,  nacido el 21 de abril de 1973 en Saitama) es un exfutbolista japonés que se desempeñaba como centrocampista.
En 2000, Ueno jugó para la selección de fútbol de Japón.

## Trayectoria

### Clubes
| Club                | País  | Año         |
| ------------------- | ----- | ----------- |
| Yokohama F. Marinos | Japón | 1994 - 2007 |

### Selección nacional
| Selección | País  | Año  |
| --------- | ----- | ---- |
| Absoluta  | Japón | 2000 |

## Estadística de equipo nacional
| Selección de Japón | Selección de Japón | Selección de Japón |
| Año                | Part.              | Goles              |
| ------------------ | ------------------ | ------------------ |
| 2000               | 1                  | 0                  |
| Total              | 1                  | 0                  |

## Palmarés

### Títulos nacionales
| Título         | Club                | País  | Año  |
| -------------- | ------------------- | ----- | ---- |
| J1 League      | Yokohama Marinos    | Japón | 1995 |
| Copa J. League | Yokohama F. Marinos | Japón | 2001 |
| J1 League      | Yokohama F. Marinos | Japón | 2003 |
| J1 League      | Yokohama F. Marinos | Japón | 2004 |